# 西格弗里德·赫尔德
西格弗里德·赫尔德（德語：Sigfried Held，1942年8月7日—），前德国足球运动员及主教练，于场上可胜任攻击中场或前锋。他出生于苏台德地区的弗赖登塔尔（今属捷克），加盟的首支球队是奥芬巴赫踢球者。1965年，他转投德甲球队多特蒙德。其职业生涯共在德甲出场442次，射入72球。此外，他也代表西德国家足球队上阵41次，其中包括1966年世界杯决赛。
赫尔德在1981年从球员生涯退役后成为一名主教练，曾先后执教于沙尔克04、冰岛、加拉塔萨雷、阿德米拉、德累斯顿迪纳摩、大阪钢巴、莱比锡、马耳他和泰国等球队。截至2009年2月，他成为多特蒙德的球迷关系部主管。